# Круц Олексій Анатолійович
Олексій Анатолійович Круц (лат. Aleksejs Krucs; нар. 1 лютого 1976, Резекне, Латвійська РСР) — латвійський футболіст, воротар.

## Життєпис
Футбольну кар'єру розпочав у 1994 році в складі аматорського російського клубу «Спартак» (Туймази). По ходу сезону повернувся до Латвії, де до 1996 року виступав у клубі Вищої ліги «Вайгорс» з рідного для Олексія міста Резекне. У 1997 році провів 4 поєдинки за «Університате» (Рига).
Під час зимової перерви сезону 1997/98 років виїхав до України, де підписав контракт з полтавською «Ворсклою». Спочатку був переведений до друголігового фарм-клубу полтавчан, «Ворскли-2». Дебютував за другу команду «ворсклян» 7 квітня 1998 року в переможному (3:1) домашньому поєдинку 19-о туру групи В Другої ліги проти харківського «Металіста-2». Круц вийшов у стартовому складі та відіграв увесь матч. У складі першої команди полтавчан дебютував 17 червня 1999 року в програному (1:3) виїзному поєдинку 29-о туру Вищої ліги проти криворізького «Кривбасу». Олексій вийшов на поле в стартовому складі та відіграв увесь матч. У складі першої команди «Ворскли» у Вищій лізі зіграв 3 матчі (6 пропущених м'ячів), в яких пропустив 6 м'ячів, ще 1 матч (2 пропущені м'ячі). За «Ворсклу-2» у Другій лізі провів 37 матчів та пропустив 55 м'ячів.
Наприкінці 2000 року повернувся до Латвії, де короткий період часу захищав кольори ФК «Рига». З 2001 по 2008 рік виступав у «Металургсі» (Лієпая), з яким грав у Лізі чемпіонів. У 2012 році також був у заявці лієпайського клубу, але на поле в офіційних матчах не виходив.